# Aon Center (Chicago)
Aon Center är en 83 våningar hög skyskrapa i Chicago, Illinois. Den är med sina 346 meter den tredje högsta i Chicago och den sjunde högsta i USA. Den är byggd in en modernistisk stil, och färdigställdes 1973. Byggnaden används som kontor. Ursprungligen täcktes byggnaden av ett lager italiensk marmor, som byttes ut mot vit granit under åren 1990 - 1992.
Aon Center hade ursprungligen namnet Standard Oil Building, och har även haft namnet Amoco Building.